# مغامرات بسيط
مغامرات بسيط  (بالإنجليزية: Ox Tales)‏ و(باليابانية: げらげらブース物語) هو إنِمي ياباني هولندي دبلج للعربية من قبل مؤسسة نادين للأعمال الفنية ( الأردن ) بين نهاية الثمانينات وبداية التسعينات، تدور قصته حول ثور يعيش في مزرعة.
هذا الثور ( بسيط ) صاحب أفكار ذكية لكنه منحوس ودائماً ما يقع في المتاعب، من مهامه اليومية تربية ورعاية حيواناته الأليفة، وحيوانات الغابة، ويساعده في ذلك كلبه فصيح والسلحفاة سريعة، لكن غالبا ما تقع بينهم مواقف طريفة ومضحكة.
عُرض هذا الأنمي لأول مرة في الوطن العربي بين عام 1989 و1990 منهم قناة الجماهيرية العظمى سنة 1993/1994.

## الأصوات
النسخة العربية
- هشام هنيدي
- نادرة خالد
- عمر حامد

## روابط خارجية
- مغامرات بسيط على موقع IMDb (الإنجليزية)
- مغامرات بسيط على موقع قاعدة بيانات الفيلم (الإنجليزية)
- مغامرات بسيط على موقع ANN anime (الإنجليزية)